# Янг, Роланд
Ро́ланд Янг (англ. Roland Young; 11 ноября 1887, Лондон — 5 июня 1953, Нью-Йорк) — один из наиболее популярных второплановых актёров «золотого века Голливуда», номинант на премию «Оскар» за лучшую мужскую роль второго плана в картине «Топпер». Ветеран Первой мировой войны.
Янг, по большей части комедийный артист, отличался уникальным самоироническим стилем. Лысеющий, небольшого роста, он был рождён для комического амплуа: наиболее прославленными образами актёра в кино оставались богатый банкир Космо Топпер в трилогии фильмов, посвящённой этому персонажу, и дядя Уилли в знаковой «Филадельфийской истории».
Среди драматических ролей Янга выделяются доктор Ватсон в одной из первых экранизаций произведений Артура Конан Дойла «Шерлок Холмс» (1922) и инспектор Блор в детективе «И не осталось никого» (1945) по роману Агаты Кристи «Десять негритят».
В ходе 30-летней актёрской деятельности Янг сыграл более 70 разнообразных киноролей. За вклад в развитие киноиндустрии и телевидения он удостоился двух именных звёзд на Голливудской «Аллее славы». 5 июня 1953 года 65-летний актёр ушёл из жизни во сне в своей квартире в Манхэттене.

## Биография
Роланд Янг родился 11 ноября 1887 года в Лондоне, Англия, в семье общеизвестного городского архитектора. Отец мечтал, чтобы сын пошёл по его стопам, посему большую часть детства и юности Роланд проводил в мастерской отца, где почерпнул определённые знания в области архитектуры и живописи. Тем не менее, его не покидала мысль о том, что в жизни он хочет быть кем-то другим, нежели архитектором.
Окончив среднюю школу в городе Шерборн, Янг, невзирая на протесты отца, поступил в Лондонский университет, проучившись в нём вплоть до выпуска в 1909 году. Профессиональную актёрскую подготовку получил в престижной Королевской академии драматического искусства.
На театральной сцене дебютировал в 1908 году ролью в постановке «Найдите женщину» в лондонском театре Уэст-Энд, четыре года спустя блистал в роли Алана Джеффкоута бродвейском спектакле «Хиндл просыпается» под руководством маститого театрального менеджера Энни Хорниман.
В 1917 году получил американское гражданство и был призван в ряды вооружённых сил США, воевал за страну на фронтах Первой мировой войны. С окончанием военных действий женился на дочери сценаристки Клэр Каммер Марджори. В последующие несколько лет, разрываясь между родным Лондоном и Нью-Йорком, в 1922 году сыграл первую роль в кино, обернувшуюся для него крупным успехом — доктора Ватсона в одной из первых экранизаций произведений Артура Конан Дойла «Шерлок Холмс». В самого Холмса перевоплотился Джон Берримор.

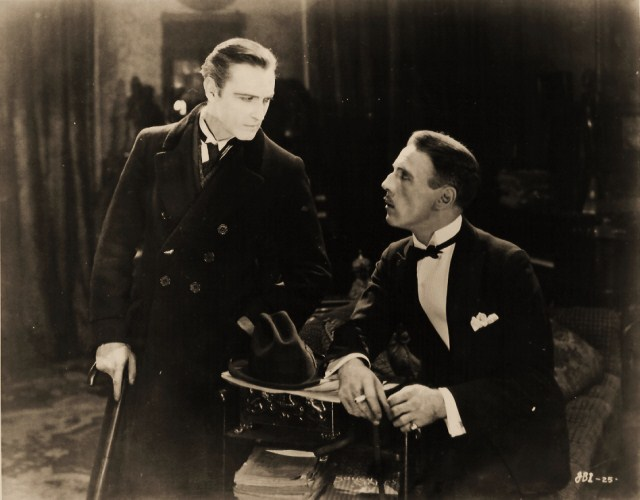
Джон Берримор (слева) и Роланд Янг в картине «Шерлок Холмс», 1922 год

В конце 1920-х годов начал работать в Голливуде, подписал контракт с компанией Metro-Goldwyn-Mayer. В её павильонах Янгом сыграны немаловажные роли в таких картинах, как «Дело об убийстве епископа» (1930), «Госпожа Сатана» (1930), «Новолуние» (1930), «Муж индианки» (1931), «Гвардеец» (1931) и других.
Середина 1930-х годов — наиболее успешный период в карьере Янга. На экран вышли прославленные ленты «Дэвид Копперфильд» (1935; здесь Янг создал образ злодея, что было для него крайне необычно), «Человек, который умел творить чудеса» (1936) и «Топпер» (1937), роль в котором принесла актёру единственную в карьере номинацию на премию «Оскар». Состоятельного банкира Космо Топпера Янг позже сыграет ещё дважды — в сиквелах «Топпер отправляется в поездку» (1938) и «Топпер возвращается» (1941). В 1940 году сыграл одну из наиболее известных ролей в жизни — дядю Уилли в нашумевшей комедии Джорджа Кьюкора «Филадельфийская история».
Переступив черту пенсионного возраста, Янг продолжал активно сниматься, с Корнелией Отис Скиннер даже играл во многосерийной радиопостановке «Уильям и Мэри», где исполнял заглавную роль непутёвого мужа. В 1945 году появился в образе инспектора Блора в детективе «И не осталось никого» по роману Агаты Кристи «Десять негритят». Тремя годами спустя женился на Пэйшенс Дукроз.
Последняя роль Роланда Янга — Джордж в испано-американской ленте «Тот человек из Танжера», премьера которой состоялась за месяц до кончины актёра. 5 июня 1953 года Янг скончался во сне в собственной квартире в Манхэттене. Причина смерти так и не была установлена, вскрытие не проводилось. Тело было кремировано, прах хранился у вдовы покойного.

### Личная жизнь
Роланд Янг дважды был женат:
- на Марджори Каммер (сентябрь 1921—октябрь 1940)
- на Дороти Пэйшенс Мэй Дукроз (апрель 1948—5 июня 1953)

Детей у актёра никогда не было.

## Избранная фильмография
- «Шерлок Холмс» (1922) — доктор Ватсон
- «Мужество» (1924) — Гудини Харт
- «Её частная жизнь» (1929) — Шартери
- «Безобразная ночь» (1929) — лорд Монтагю
- «Умницы» (1929) — Дюк Меррилл
- «Дело об убийстве епископа» (1930) — Сигурд Арнессон
- «Мадам Сатана» (1930) — Джимми Уэйд
- «Новолуние» (1930) — граф Строгов
- «Не рассчитывайте на женщин» (1931) — Герберт Дрейк
- «Блудный сын» (1931) — док / Сомерсет Гринмен
- «Муж индианки» (1931) — сэр Джон Эпплгейт
- «Неверующая леди» (1931) — доктор Хит
- «Гвардеец» (1931) — критик
- «Женщина при власти» (1932) — король Александр Обренович
- «Один час с тобой» (1932) — профессор Оливье
- «Эта ночь» (1932) — Джеральд Грэй
- «Репетиция свадьбы» (1932) — Регги Бакли Кэндиш, маркиз Бакминстера
- «Они просто должны были пожениться» (1932) — Хиллари Хьюм
- «Приключения вслепую» (1933) — грабитель Холмс
- «Его двойная жизнь» (1933) — Прайам Фэррел
- «Вот моё сердце» (1934) — принц Николас
- «Дэвид Копперфильд» (1935) — Урия Гип
- «Рагглз из Ред-Геп» (1935) — Джордж Уэйн Бэссингуэлл, граф Бёрнстед
- «Один дождливый вечерок» (1936) — Мэйллот
- «Человек, который умел творить чудеса» (1936) — Джордж Макуиртер Фотерингэй
- «Цыганка» (1937) — Алан Брукс
- «Копи царя Соломона» (1937) — капитан Джон Гуд
- «Топпер» (1937) — Космо Топпер
- «Али-Баба едет в город» (1937) — султан
- «Молодой сердцем» (1938) — полковник Энтони «Сахиб» Карлтон
- «Топпер отправляется в путешествие» (1938) — Космо Топпер
- «Он женился на своей жене» (1940) — Билл Картер
- «Звёздная пыль» (1940) — Томас Брук
- «Айрин» (1940) — мистер Смит
- «Далси» (1940) — Роджер Форбс
- «Нет, нет, Нанетта» (1940) — мистер Джимми Смит
- «Филадельфийская история» (1940) — дядя Уилли
- «Топпер возвращается» (1941) — Космо Топпер
- «Нью-орлеанский огонёк» (1941) — Шарль Жиро
- «Двуликая женщина» (1941) — Оскар Миллер
- «Они все целовали невесту» (1942) — Марш
- «Сказки Манхэттена» (1942) — Эдгар
- «Вечность и один день» (1943) — Генри Бэрринджер
- «Комната только для стоящих» (1944) — Айра Кромуэлл
- «И не осталось никого» (1945) — инспектор Уильям Блор
- «Бонд-стрит» (1948) — Джордж Честер-Бэрретт
- «Ты останешься счастливой» (1948) — Ральф Тутуилер
- «Великий любовник» (1949) — Си Джей Дэбни
- «Давайте танцевать» (1950) — Эдмунд Полуистл
- «Пулитцеровский театр» (1951; телесериал) — король Эрик VIII
- «Первая студия» (1951; телесериал) — мистер Маммери
- «Люкс-видео театр» (1951; телесериал) — Самнер
- «Доктор» (1953; телесериал) — Джордж
- «Тот человек из Танжера» (1953) — Джордж